# Aéroport international de Calicut
Pour les articles homonymes, voir CCJ.
L'aéroport international de Calicut (code IATA : CCJ • code OACI : VOCL) à Karipur (en) en Inde est un aéroport du Kerala en Inde.

## Histoire
Aussi nommé Karipur Airport à son ouverture en 1988, il devint international le 2 février 2006.
Il dessert les villes de Malappuram dont il est distant de 25 km et Calicut/Kozhikode qui se trouve à 28 km.
Le Vol Air India Express 1344 s'y est écrasé à l'atterrissage le 7 août 2020.

## Situation
| \| 300 km1:23 714 000 \| Delhi Bombay Madras Bangalore Calcutta Hyderabad Cochin Ahmedabad Goa Pune Thiruvananthapuram Calicut Lucknow Guwahati Srinagar Jaipur Bhubaneswar Coimbatore Nagpur Indore Mangalore Visakhapatnam Patna Amritsar Chandigarh Tiruchirappalli Jammu Raipur Bénarès Agartala Port Blair Vadodara Imphal Bagdogra Madurai Bhopal Ranchi Aurangabad Udaipur Leh Tirupati Rajkot Jodhpur Dehradun Dibrugarh Silchar Gaya Cannanore Vijayawada Surate Durgapur Jamnagar Belagavi Hubli-Dharwad Khajurâho Nanded Aizawl Dimapur Agra Bathinda |
| 300 km1:23 714 000 |

## Compagnies aériennes et destinations
| Compagnies        | Destinations | Refs.                 |
| ----------------- | --- | --------------------- |
| Air Arabia        | Charjah | [ 1 ]                 |
| Air India         | Delhi-Indira Gandhi, Dubaï, Cannanore, Bombay-Chhatrapati-Shivaji, Charjah                                                                                     | ,                     |
| Air India Express | Abou Dabi, Al-Aïn, Manama-Bahreïn, Dammam-roi Fahd, Doha-Hamad, Dubaï, Cochin, Koweït, Mascate, Ras el Khaïmah, Riyad-roi Khaled, Salalah, Charjah, Trivandrum | [ 4 ]                 |
| Etihad Airways    | Abou Dabi | [ 5 ]                 |
| Emirates          | Dubaï | ,                     |
| flydubai          | Dubaï | ,                     |
| Gulf Air          | Manama-Bahreïn | [ 12 ]                |
| IndiGo            | Abou Dabi, Bangalore-Kempegowda, Madras (Chennai), Delhi-Indira Gandhi, Doha-Hamad, Dubaï, Bombay-Chhatrapati-Shivaji, Charjah                                 | [ 13 ]                |
| Oman Air          | Mascate | [ 14 ]                |
| Qatar Airways     | Doha-Hamad | [ 15 ]                |
| Saudia            | Djeddah - Roi-Abdelaziz, Riyad-roi Khaled | [ 16 ]                |
| SpiceJet          | Bangalore-Kempegowda, Madras (Chennai), Dubaï, Djeddah - Roi-Abdelaziz                                                                                         | [ 17 ]                |
| Viking Airlines   | Stockholm-Arlanda | [citation nécessaire] |

Édité le 19/04/2019

## Cargo
| Compagnies          | Destinations |
| ------------------- | ------------ |
| Emirates SkyCargo   | Dubaï        |
| Expoair Cargo       | Colombo      |
| Qatar Airways Cargo | Doha         |

## Statistiques
Pour des raisons techniques, il est temporairement impossible d'afficher le graphique qui aurait dû être présenté ici.

Voir la requête brute et les sources sur Wikidata.